# Zelk Zoltán
Zelk Zoltán (Érmihályfalva, 1906. december 18. – Budapest, 1981. április 23.) Baumgarten-, József Attila- és Kossuth-díjas magyar költő, prózaíró, 2012-től a Digitális Irodalmi Akadémia posztumusz tagja.

## Életpályája
1906. december 18-án látta meg a napvilágot Érmihályfalván Zelkovits Ármin szegény zsidó kántor és Herskovits Mária gyermekeként, Zelkovits Zoltán néven. Édesapját korán elvesztette. Miskolcon járt iskolába, ám tanulmányait nem fejezte be, autodidakta módon képezte magát. Egy ideig inaskodott is, de nem tanult ki semmilyen szakmát. A trianoni országcsonkítást Erdélyben élte meg, alig 13 évesen. 1921-től Szatmárnémetiben dolgozott és ismerkedett az erdélyi ifjúmunkások életével.
1925-ben Budapestre költözött és bekapcsolódott a munkásmozgalomba. Szocialistának, sőt kommunistának vallotta magát, bár saját elmondása szerint soha nem olvasta Marx, Engels, Lenin műveit. Az Érmellék, illetve a Partium ősi örökségével, a gazdag és ízes magyar nyelvvel felszerelkezve, durvaságtól és trágárságtól mentes, szépen csengő, hangzatos verseket írt. 1926-ban, miután belépett az illegális Munkáspártba, letartóztatták és Romániába toloncolták, de hamarosan visszaszökött Magyarországra. 1928-ban jelent meg először verse a Nyugatban.
Első verseskötetét 1930-ban adták ki, Csuklódon kibuggyan a vér címmel, melyről Radnóti Miklós írt méltató kritikát. Megismerkedett a Nyugat második nemzedékével, köztük József Attilával is, akik hamar maguk közé fogadták. Zelk ekkoriban filléres gondokkal küszködve, máról holnapra élt, még József Attilánál is rosszabb anyagi körülmények között. Egy vidéki, alkalmi munkája során, Jászberényben ismerte meg első feleségét, Bátori Irént, a kiugrott novíciát, akivel egymásba szerettek és 1933-ban összeházasodtak. 1935-ben Zelket újra letartóztatták, de az őt támogató irodalmi kör − főleg Illyés Gyula − közbenjárására kiengedték. A II. világháború kitörése után Ukrajnába került munkaszolgálatosként, de a megpróbáltatásokat túlélte (1942–44). Magyarország német megszállása idején azonban rejtőzködni kényszerült felesége zuglói lakásán.
Az 1945-től MKP-, majd ’48-tól MDP-tag Zelk a Rákosi-korszakban ünnepelt költő lett, a „pártos költészet” egyik fáklyavivője, aki hangzatos verseket, ódákat, sőt dicshimnuszokat írt Sztálinról és legjobb magyar tanítványáról. 1948-ban Baumgarten-díjjal, 1949- és 1954-ben Kossuth-, 1951- és 1974-ben József Attila-díjjal jutalmazták. Gyermeklapot is indított Kisdobos címmel (1952–56), melyben megjelentek gyermekversei. Az ötvenes évek közepére kiábrándult a sztálinista rendszerből, olyannyira, hogy 1956-ban a forradalom lelkes híveként belépett az Írószövetség forradalmi csoportjába. Emiatt aztán 1957-ben letartóztatták, és az ún. nagy íróperben ő is a vádlottak padjára került: „a népi demokratikus államrend megdöntésének kísérletében” bűnösnek találták, amiért akár halálra ítélhették volna, ám csak három évet kapott, amiből másfél évet kellett leülnie: 1958. október 15-én amnesztiával szabadult a börtönből. Mindez azonban nem tölthette el örömmel: felesége egy héttel szabadulása előtt meghalt, édesanyja pedig a halálos ágyán feküdt, és másnapra meg is halt. 
Zelk életében ez a kettős tragédia volt a mélypont, de lírájában új korszakot nyitott. 1963-ban jelent meg a Tűzből mentett hegedű című kötete, benne a feleségét sirató, híresen szép gyászdalával (Sirály). 1964-től karcolatokat, tárcákat, jegyzeteket írt az Élet és Irodalomba; 1965–67 között a Tükörben is megjelentek írásai. A hatvanas években rövid szerelmi fellángolások, futó kalandok, alkalmi kapcsolatok, nőideáljainak váltakozásai, valamint kártya- és lóversenyszenvedély színesítették az öregedő költő bohém életét. 1967-ben aztán újra rátalált az igaz szerelem: megismerkedett a nála 25 évvel fiatalabb Sinka Erzsébet irodalomtörténésszel. 1970-ben feleségül vette, hűséges társra találva benne, aki idősebb korára gondozója is lett a gyakran betegeskedő költőnek. Ekkoriban jelent meg Meszelt égbolt című kötete, melynek egyik gyöngyszeme az Asszony a hófúvásban. 1971-ben Graves-díjat kapott (az év legszebb verséért). A hetvenes évek második felében az egyre rosszabb egészségi állapotú Zelk már jórészt csak az emlékeinek élt; témáit a magány, a betegség, az elmúlással való szembenézés, a halálra való felkészülés, a búcsúzás adta. 1980-ban SZOT-díjjal tüntették ki. 1981. április 23-án hunyt el Budapesten.
A költő özvegye, Sinka Erzsébet − aki majdnem 35 évvel élte túl férjét − 2000-ben létrehozta a Zelk Zoltán-díjat és Alapítványt, azzal a céllal, hogy fiatal, tehetséges, szegény sorsú poétáknak nyújtson erkölcsi és anyagi elismerést és támogatást munkásságuk folytatásához. Az Alapítvány kuratóriuma évente egy alkalommal, Zelk születésnapja (december 18.) környékén adja át a díjat egy arra érdemesnek talált költő részére a Petőfi Irodalmi Múzeumban. A díjazott kiválasztásánál a „fiatal” és a „nehéz sorsú” már egy ideje nem elsődleges szempont. 2020 óta az Alapítvány működtetése körüli bonyodalmak miatt akadozik a díj kiadása; a mostani évtizedben eddig csak 2022-ben került rá sor.

## Kötetei

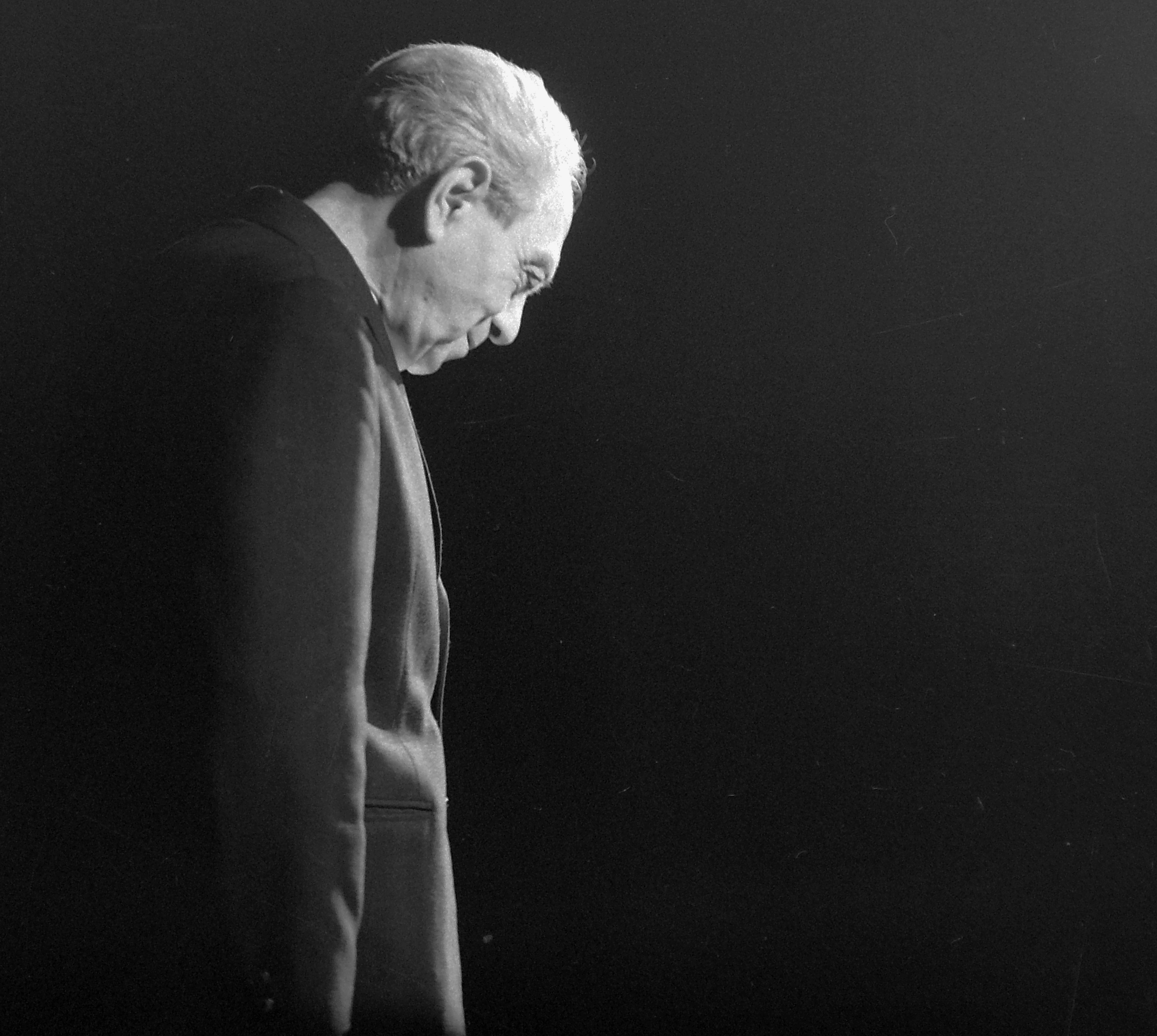
Zelk Zoltán 1973-ban

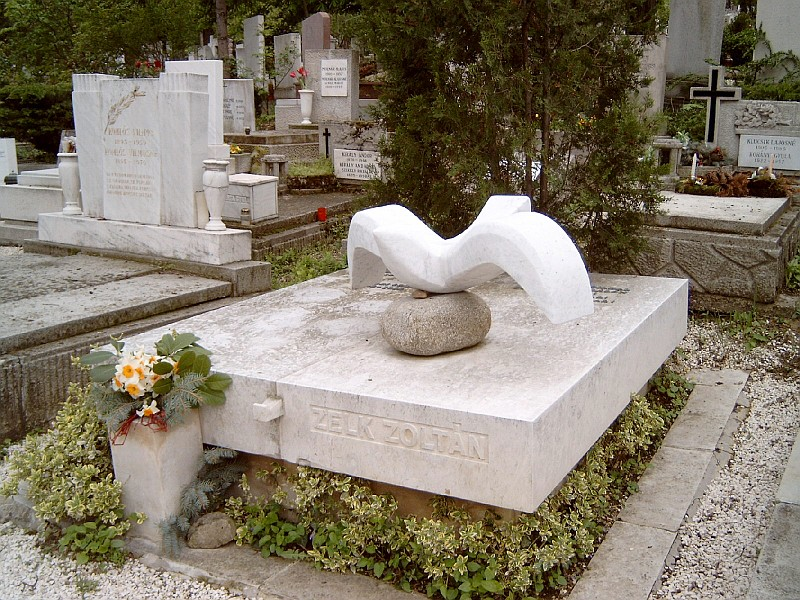
Zelk Zoltán sírja Budapesten. Farkasréti temető: 22-1-77/78. Borsos Miklós alkotása

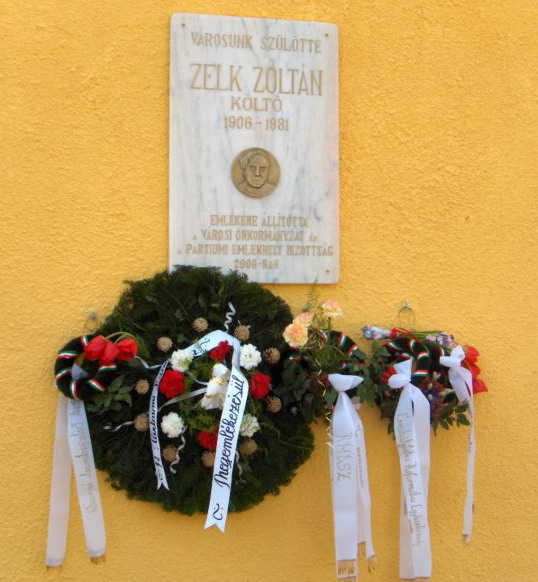
Emléktáblája Érmihályfalván

### 1944-ig
- Csuklódon kibuggyan a vér; szerzői, Bp., 1930
- Ülj asztalomhoz. Versek; Gyarmati Ny., Bp., 1932
- Kifosztott táj. Versek; Antos és Tsa. Ny., Bp., 1936
- A lélek panaszaiból; Cserépfalvi, Bp., 1942

### 1944–56
- Teremtés tanúja. Válogatott versek; Cserépfalvi, Bp., 1945
- Az állatok iskolája. Mesék, versek; Singer–Wolfner, Bp., 1946
- Gyermekbánat; Hungária, Bp., 1947
- Kagylóban tenger. Versek. 1942–1947; Dante, Bp., 1947
- Négy vándor és más mesék; Dante, Bp., 1947
- Ezen a földön. Új versek; Athenaeum, Bp., 1948 (Zsebkönyvtár)
- Apám könyve; Athenaeum, Bp., 1949 (Athenaeum)
- A hűség és a hála éneke; Athenaeum, Bp., 1949
- A pártos éneke. 1945–1950; Athenaeum, Bp., 1950
- A nép szívében; Szépirodalmi, Bp., 1952
- Kecskére bízta a káposztát; Ifjúsági, Bp., 1954
- Mese a kiscsikóról, akinek még nincs patkója; Ifjúsági, Bp., 1954
- Mint égő lelkiismeret. Válogatott és új versek. 1928–1953; Szépirodalmi, Bp., 1954
- Tilinkó; Magvető, Bp., 1955
- Alkonyi halászat. Versek; Szépirodalmi, Bp., 1956

### 1957–80
- Tűzből mentett hegedű. Új versek; Szépirodalmi, Bp., 1963
- Zúzmara a rózsafán. Válogatott versek; Szépirodalmi, Bp., 1964
- Erdőben-berdőben; Móra, Bp., 1964
- Tegnap; Magvető, Bp., 1966
- Fölforrt az ég; Magvető, Bp., 1967 (hanglemezzel)
- Békabánat; Móra, Bp., 1970
- Bekerített csönd; Szépirodalmi, Bp., 1971
- Sirály. Összegyűjtött versek. 1925–1972; ill. Szántó Piroska; Szépirodalmi, Bp., 1973
- Féktávolságon belül; Szépirodalmi, Bp., 1973
- Ahogy a kötéltáncosok; Szépirodalmi, Bp., 1975
- Mese a kiscsikóról és sok más barátunkról; Móra, Bp., 1975
- Meszelt égbolt; Gross Arnold rézkarcával; Szépirodalmi, Bp., 1976 (Mikrokozmosz füzetek)
- Tollászkodik a tavasz; vál. T. Aszódi Éva; Móra, Bp., 1976
- Akit az isten nem szeret; Szépirodalmi, Bp., 1976
- Zelk Zoltán 70; szerk., terv. Szántó Tibor; Dürer Ny., Gyula, 1976
- Sirály; Békés megyei Könyvtár, Békéscsaba, 1978
- Az ezernevű lány; Móra, Bp., 1979
- Reménytelen győzelem; Magvető–Szépirodalmi, Bp., 1979 (30 év)
- Mindennapi halálom; Szépirodalmi, Bp., 1979
- Főhajtás a túlvilágra; Kozmosz Könyvek, Bp., 1980 (utolsó, még életében megjelent kötete)

### 1981–
- Este a kútban. Versek, 1925–1963; 1981
- Zelk Zoltán művei; Szépirodalmi, Bp., 1981–88
- Keréknyomok az égen. Versek, 1963–1980; 1982
- Alszik a szél. Gyermekversek és mesék; 1982
- Nappali menedékhely. Prózai írások, 1927–1955; vál., szöveggond. Sinka E.; 1984
- Egyszervolt ember. Prózai írások, 1964–1971; vál., szöveggond. Sinka E.; 1985
- Reménykedem és rettegek. Prózai írások, 1963–1981; vál., szöveggond. Sinka E.; 1986
- Rigófütty. Zelk Zoltán emléke (versek); vál. Zelkné Sinka E.; Pátria Nyomda, Bp., 1987
- Térdig hamuban. Kiadatlan versek, 1925–1981; összegyűjt., szöveggond. Sinka E.; 1988
- Só és emlékezet. Válogatott versek, 1925–1981; vál., szerk. Sinka E.; Argumentum, Bp., 1997
- Zelk Zoltán válogatott versei; szerk., utószó Sinka E.; Unikornis, Bp., 1998 (A magyar költészet kincsestára)
- Erdei mulatság. Válogatott versek és mesék; összeáll. Zelk Zoltánné; Santos, Bp., 1999
- Négy vándor és más mesék; sajtó alá rend., utószó Sinka E.; Unikornis, Bp., 2004 (Nagy magyar mesemondók)
- Zelk Z. – Benjámin László – Csanádi Imre: Tűzből mentett hegedű. Válogatott versek; vál., szerk., bev. Alföldy Jenő; Papirusz Book, Bp.,, 2004
- Zelk Zoltán válogatott versei gyerekhangon; vál., szerk. Juha Gabriella és Ormos Lászlóné; Zelk Z. Ált. és Német Kéttannyelvű Iskola, Nyíregyháza, 2006
- A furfangos szarka. Zelk Zoltán meséi; Aquila, Debrecen, 2006
- Égig érő körtefa. Zelk Zoltán meséi; Aquila, Debrecen, 2006
- Szavaseigaz Marci. Tréfás mesék; Móra, Bp., 2008
- A tölgyfa születésnapja. Mesék a természetről; Móra, Bp., 2016

## Filmszerepei
- Gyula vitéz télen-nyáron (1970) – Bíró Andor bácsi
- Szindbád (1971) – Nusdorf bácsi
- Tűzoltó utca 25. (1973) – Hackl

## Elismerései
- Baumgarten-díj (1947)
- József Attila-díj (1951, 1974)
- Kossuth-díj (1949, 1954)
- Robert Graves-díj (az év legszebb verséért, 1971)
- SZOT-díj (1980)

## Nevét viseli
- Zelk Zoltán Általános Iskola, Érmihályfalva
- Zelk Zoltán Angol–Német Kéttannyelvű Általános Iskola, Nyíregyháza
- Zelk Zoltán-díj
- Nyergesújfalu egyik utcája
- a Péterhegyi út északi szakasza Budapest XI. kerületében, Őrmező és Kelenföld határán